# Boris Zaïtsev (hockey sur glace)
Pour les articles homonymes, voir Boris Zaïtsev et Zaïtsev.
Temple de la renommée russe : 2014
Boris Mikhaïlovitch Zaïtsev (en russe : Борис Михайлович Зайцев ; né le 23 mars 1937 à Moscou en URSS, mort le 24 février 2000) est un joueur professionnel russe de hockey sur glace.

## Carrière de joueur
Durant sa carrière professionnelle il a évolué dans le championnat d'URSS sous les couleurs du HK Dinamo Moscou. Il termine avec un bilan de 251 matchs en élite.

## Carrière internationale
Il a représenté l'URSS à 7 reprises durant trois saisons entre 1962 à 1967. Il a remporté les Jeux olympiques en 1964 ainsi que les championnats du monde de 1963.